# Saison 2000-2001 du Biarritz olympique
La saison 2000-2001 du Biarritz olympique est la soixante-dix neuvième saison du club en première division du championnat de France depuis sa création, la cinquième consécutive dans l'élite du rugby à XV français. Le club dispute la première Heineken Cup de son histoire.
Le BO dispute les demi-finales du championnat pour la première fois depuis 1992 et dispute les quarts de finale de Coupe d’Europe. En Coupe de la Ligue, il est éliminé en phase de poule.
L'équipe évolue sous les directives de Patrice Lagisquet et Laurent Rodriguez pour la troisième saison consécutive. 

## Avant-saison

### Objectifs du club
Lors de l'exercice précédent, le BO a atteint les quarts de finale du championnat, tombant contre le Stade toulousain après prolongations à Tarbes. En Bouclier européen, il a disputé les quarts de finale de la compétition pour sa troisième participation à l'épreuve, battu par Bristol.
Le club ambitionne d'atteindre les phases finales du championnat et de Coupe d'Europe.

### Transferts estivaux
Avec un budget prévisionnel de 3,7 millions d’euros, le club souhaite consolider son effectif pour bien figurer en Coupe d’Europe. Il perd peu de joueurs majeurs (le centre Denis Cech, l'arrière Patrice Teisseire et le troisième ligne Yannick Lamour) et frappe fort en enrôlant les frères Marc et Thomas Lièvremont, de nouveau réunis sous le même maillot. Des joueurs confirmés complètent le recrutement : les piliers Emmanuel Ménieu et Christophe Dabadie, le talonneur Vincent Chamboulive, le deuxième ligne Samuel Nouchi, le demi-de-mêlée Sébastien Bonnet, le centre australien John Isaac et l’ailier anglais Stuart Legg. Enfin, le BO engage le prometteur ouvreur Julien Peyrelongue.
Le centre croate Vlado Ursić dispute les matchs amicaux mais repart finalement dès le mois d'août 2000 après un contrôle antidopage positif avec sa sélection.

#### Arrivées
- Vincent Chamboulive, talonneur (CA Périgueux)
- Emmanuel Ménieu, pilier (AS Montferrand)
- Christophe Dabadie, pilier (Stade rochelais)
- Samuel Nouchi, deuxième ligne (RC Toulon)
- Serge Gestas, troisième ligne aile (Peyrehorade Sports)
- Marc Lièvremont, troisième ligne aile (Stade français)
- Thomas Lièvremont, troisième ligne centre (USA Perpignan)
- Sébastien Bonnet, demi de mêlée (Stade aurillacois)
- Julien Peyrelongue, demi d'ouverture (Peyrehorade Sports)
- John Isaac, centre (Eastern Suburbs)
- Vlado Ursić, centre (RK Nada (en))
- Stuart Legg, ailier (Newcastle)

#### Départs
- Pascal Berachategui, talonneur (Stade hendayais)
- Cédric Taupin, pilier (Lannemezan-Tarbes)
- Eric Dutrey, pilier (Lannemezan-Tarbes)
- Thierry Pédron, pilier (US Dax)
- Benjamin Capilla, troisième ligne (?)
- Christophe Dulaurens, troisième ligne (Boucau-Tarnos Stade)
- Guillaume Evain, troisième ligne (?)
- Yannick Lamour, troisième ligne centre (Aviron bayonnais)
- Guillaume Robic, troisième ligne (Stade bordelais)
- Guillaume Tarrat, troisième ligne (AS Bayonne)
- Fetu Uelese Toloa, troisième ligne (Nouvelle-Zélande)
- Jean-Philippe Saffore, demi de mêlée (arrêt)
- Denis Cech, centre (FC Grenoble)
- Patrice Teisseire, arrière (Stade montois)

### Préparation de la saison
Le club dispute trois matchs amicaux entre fin août et début septembre. Il débute par deux victoires probantes face au Castres olympique (24 à 15) et au FC Auch (37 à 18) avec neuf essais inscrits au total. Pour la dernière répétition avant l’entame du championnat, les champions en titre du Stade français jettent un froid à Aguiléra avec une large victoire 35 à 14.

## Saison régulière

### Championnat
À la suite de la relégation administrative en deuxième division du RC Toulon en juillet 2000, la poule est composée d'un nombre impair d'équipes. Chaque club est donc exempt à une reprise lors de chaque phase aller et retour.

#### Un début de saison prometteur - Journées 1 à 4
Le calendrier prévoit quatre matchs de championnat avant la première parenthèse européenne. Le BO entame sa saison à domicile par une nette victoire sur le FC Grenoble, marquée notamment par le premier essai de Marc Lièvremont sous ses nouvelles couleurs sur son premier ballon. Les Biarrots inscrivent quatre essais en seconde période et se détachent au score 41 à 8.
Pour leur premier déplacement, les Biarrots s’imposent au stade Jean-Alric 23 à 18 grâce notamment à trois essais dont un doublé de Serge Betsen et prennent la tête de leur poule. Ils confirment trois jours plus tard en écrasant Colomiers à Aguiléra 48 à 6 avec cinq essais dont quatre par ses ailiers Bidabé, Bernat-Salles (doublé) et Legg. Avant la parenthèse européenne, les rouges et blancs s'inclinent pour la première fois à Montferrand et la botte de Merceron (22 points) 37 à 19, après quatre journées le BO est premier et peut se montrer ambitieux.

#### Des ambitions confirmées - Journées 5 à 11
Exempté pour la cinquième journée, le BO a l'occasion de conforter son bon début contre des équipes de bas de tableau. Contre Narbonne, les rouges et blancs sont malmenés malgré deux essais précoces de Bidabé et Bonetti. A trois minutes du terme, ils sont menés de cinq points mais parviennent à provoquer deux pénalités converties par Botica. Dans les arrêts de jeu, Gonzalo Quesada rate la pénalité de la victoire et le BO s'impose d'une courte tête 26 à 25. L'avertissement est pris au sérieux : à Brive, le BO fait exploser la défense locale (43 à 18) avec six essais dont un doublé d'Isaac, et récidive la semaine suivante face à Auch 50 à 25 avec quatre réalisations.
Le choc face au Stade toulousain est l'opportunité de tester ses ambitions : les Biarrots sont battus de peu 11 à 8 sur un essai de Joseph Ilharreguy mais conservent la première place et prouvent qu'ils peuvent rivaliser avec les favoris. Quatre jours plus tard, le Stade rochelais est balayé à Aguiléra (37 à 3) avec cinq essais inscrits dont un nouveau doublé de Bernat-Salles. Pour le dernier match de l'année, la place de leader est laissée à l'AS Montferrand après la contre-performance sur la pelouse de l'US Dax, emmené par la botte de Sébastien Fauqué (défaite 23 à 12).

#### Une baisse de régime - Journées 12 à 18
Les Biarrots ont du mal à retrouver le niveau affiché lors de la phase aller du championnat. Battu à Grenoble pour le premier match de l'année 2001 (15 à 6) dans un duel de buteurs, il bat poussivement le Stade aurillacois 33 à 18 (avec un doublé de Thomas Lièvremont) deux semaines après son quart de finale européen. Le calendrier est haché par le Tournoi des VI Nations, et les Biarrots sont rattrapés au classement par leurs concurrents : sèchement battus à Colomiers (35 à 23) malgré un nouveau doublé de Bernat-Salles, ils sont sous pression pour la réception de l'AS Montferrand. Portés par un Frano Botica exceptionnel (35 points inscrits dont deux essais en l'espace de cinq minutes en début de seconde période), ils se dirigent vers une victoire cruciale, mais encaissent deux essais en fin de match et concèdent le nul (35-35) après une transformation en coin de Gérald Merceron sur la dernière action.
Exemptés puis de nouveau battus à Narbonne pour la quatrième fois consécutive à l'extérieur (32 à 20) avec douze points encaissés dans le dernier quart d'heure, les rouges et blancs sont désormais quatrièmes et ne comptent plus qu'un point d'avance sur le premier non qualifié à cinq journées de la fin. Contre un CA Brive pourtant mal classé, le BO balbutie son rugby et est mené 12 à 3 après une demi-heure de jeu. En cinq minutes, il pointe trois fois dans l'en-but adverse avant la pause pour une victoire finale poussive 31 à 29. Les Biarrots prennent deux points d'avance sur le cinquième du classement.

#### Vers les quarts de finale - Journées 19 à 22
Le BO se rassure en retrouvant le goût de la victoire à l'extérieur avec quatre essais sur la pelouse de la lanterne rouge auscitaine (46 à 23). La confrontation face au Stade toulousain s'annonce décisive : grâce notamment à un doublé de Philippe Bidabé, les Biarrots s'imposent 23 à 20 et reprennent confiance. A La Rochelle, John Isaac inscrit à la dernière seconde l'essai de la victoire qui assure la qualification pour les phases finales (21 à 17). Une victoire contre Dax combinée à une défaite toulousaine à Brive permettrait d'offrir un quart de finale à domicile au club : les Biarrots remplissent leur part du contrat en écrasant leurs voisins landais (49 à 10 avec sept essais à la clé) mais les Toulousains s'imposent chez les Coujoux.
Biarritz termine troisième de la poule 2 et doit se déplacer sur la pelouse du Stade français, champion en titre.

#### Classement de la première phase
Le Biarritz olympique termine la première phase à la troisième place avec 47 points, soit sept de plus que le premier non qualifié, Narbonne. Avec un nul à domicile pour quatre victoires à l’extérieur, il présente un bilan positif de +7 au classement britannique.
Le BO présente la quatrième attaque du championnat avec 594 points inscrits derrière Toulouse (651), Montferrand (633) et le Stade français (624 points) et la septième défense avec 408 points encaissés derrière Castres (324), Toulouse (380), Agen (385), Bourgoin (379), Pau et Montferrand (404).
| Rang | Club               | J  | V  | N | D  | Pm  | Pe  | Diff | Pts |
| ---- | ------------------ | -- | -- | - | -- | --- | --- | ---- | --- |
| 1    | AS Montferrand     | 20 | 15 | 1 | 4  | 633 | 404 | +229 | 51  |
| 2    | Stade toulousain   | 20 | 14 | 0 | 6  | 651 | 380 | +271 | 48  |
| 3    | Biarritz olympique | 20 | 13 | 1 | 6  | 594 | 408 | +186 | 47  |
| 4    | Colomiers Rugby    | 20 | 11 | 0 | 9  | 474 | 440 | +34  | 42  |
| 5    | RC Narbonne        | 20 | 10 | 0 | 10 | 579 | 519 | +60  | 40  |
| 6    | US Dax             | 20 | 10 | 0 | 10 | 419 | 506 | -87  | 40  |
| 7    | Stade rochelais    | 20 | 9  | 0 | 11 | 434 | 537 | -103 | 38  |
| 8    | FC Grenoble        | 20 | 9  | 0 | 11 | 428 | 479 | -51  | 38  |
| 9    | CA Brive           | 20 | 8  | 0 | 12 | 439 | 563 | -124 | 36  |
| 10   | Stade aurillacois  | 20 | 7  | 0 | 13 | 464 | 577 | -113 | 34  |
| 11   | FC Auch            | 20 | 3  | 0 | 17 | 320 | 622 | -302 | 26  |

|  | Qualifiés pour les quarts de finale (#1, #2, #3, #4). |
|  | Qualifié pour le barrage de maintien en première division (#8). |
|  | Relégués en Pro D2 pour la saison 2001-2002 (#9, #10, #11). |
|  | V : Victoires • N : Matches Nuls • D : Défaites • PP : Points Pour (marqués) • PC : Points Contre (encaissés) • Diff : Différence de points Colomiers devance Narbonne et Dax à la différence de points particulière (3 victoires dans les duels contre 2 pour Narbonne et 1 pour Dax). La Rochelle devance Grenoble à la différence de points particulière 21-8 et 15-17. |

#### Phases finales
Le BO se déplace sur la pelouse du Stade français, champion en titre. A Jean-Bouin, la partie est serrée et se résume longtemps à un duel Dominguez-Botica, mais finit par se décanter en seconde période : Betsen puis Ménieu inscrivent deux essais, assommant des Parisiens qui laissent filer le titre sur leur pelouse. Le BO est la seule équipe à s’imposer à l’extérieur et devient l’outsider du dernier carré. 
Le BO retrouve l'AS Montferrand au stade Gerland de Lyon. Le match, accroché et tendu, bascule en trois minutes en début de seconde période : Olivier Magne inscrit le seul essai de la rencontre, suivi d’un drop assassin de Gérald Merceron. Malgré une dernière occasion sur la ligne auvergnate en fin de match, les Biarrots ne parviennent pas à renverser leur bête noire (défaite 16 à 9). 

### Coupe d’Europe

#### Phase de poule
Dans la poule 1, le BO hérite d'un groupe compliqué avec trois équipes britanniques pour sa première participation à la compétition :
- Northampton, tenant du titre et finaliste de la Coupe d'Angleterre en 2000, qui compte dans son effectif un grand nombre de joueurs confirmés (Ben Cohen, Olivier Brouzet, Pat Lam, Tim Rodber, Steve Thompson, Paul Grayson, Nick Beal).
- la province du Leinster, emmenée par la ligne d'arrières de l'équipe d'Irlande (Girvan Dempsey, Denis Hickie, Shane Horgan, Gordon D'Arcy et Brian O'Driscoll) et un pack redouté (Malcolm O'Kelly, Shane Byrne (rugby à XV), Victor Costello, Leo Cullen).
- les Reivers d'Édimbourg et ses internationaux écossais Chris Paterson, Duncan Hodge, Simon Taylor, Cameron Murray, Nathan Hines et Graeme Burns.

En ouverture, les Saints se déplacent à Aguiléra et s’inclinent face à l’envie biarrote dans un match spectaculaire (quatre essais biarrots, dont un doublé de Betsen, contre cinq réalisations anglaises) : en battant le tenant du titre, le BO prouve que sa place n’est pas usurpée. La semaine suivante, il tombe de haut, balayé par les envolées des trois-quarts du Leinster (35 à 9). La double confrontation avec les Reivers d’Édimbourg, vainqueurs de leurs deux premiers matchs, est décisive. À Aguiléra, les Biarrots font la différence dans le premier acte avec deux essais de Christophe Milhères et s’imposent 29 à 18. A Galashiels, ils récidivent en se détachant nettement à la pause grâce à Bonetti et au pied de Botica, avant de résister au retour des Ecossais (victoire 35 à 27). Dans le même temps, le Leinster a remporté ses deux matchs contre Northampton, obligeant le BO à l’exploit à Franklin’s Gardens.
Malgré un bon début de match, les rouges et blancs cèdent dans les vingt dernières minutes, assommés par un triplé de Ben Cohen en 17 minutes (défaite 32 à 24). Les Biarrots restent cependant en course pour la qualification grâce au match nul décroché par Édimbourg à Dublin à la surprise générale. Le vainqueur du dernier match entre le BO et le Leinster est donc assuré de disputer les quarts de finale. Portés par Botica et deux essais de Milhères et Betsen, les Biarrots ne laissent aucune chance aux Irlandais, battus 30 à 10. Ils réalisent donc l’exploit de disputer les phases finales pour leur toute première participation.
Classement
| Équipe             | Pts | J | V | N | D | EM | EE | PM  | PE  | Δ   |
| ------------------ | --- | - | - | - | - | -- | -- | --- | --- | --- |
| Biarritz olympique | 8   | 6 | 4 | 0 | 2 | 13 | 20 | 164 | 152 | +12 |
| Leinster           | 7   | 6 | 3 | 1 | 2 | 17 | 12 | 154 | 141 | +13 |
| Édimbourg          | 7   | 6 | 3 | 1 | 2 | 13 | 14 | 149 | 156 | -7  |
| Northampton Saints | 2   | 6 | 1 | 0 | 5 | 17 | 14 | 138 | 156 | -18 |

#### Phases finales
Pour le premier quart de finale de Coupe d'Europe de son histoire, le BO se déplace sur la pelouse du Munster, finaliste de la dernière édition, à Limerick. Les Irlandais alignent treize internationaux sur quinze titulaires et font partie des favoris de la compétition. Ils sont pourtant bousculés par des Biarrots qui marquent rapidement deux essais et plongent Thomond Park dans le doute. Les hommes du capitaine Mick Galwey finissent cependant par se détacher au score, emmenés par un triplé du numéro 8 Anthony Foley. Les rouges et blancs, qui inscrivent un essai de plus que leurs adversaires (dont un doublé de Christophe Milhères, portant son total à sept réalisations au cours de cette campagne), s'inclinent avec les honneurs.

### Coupe de la Ligue
La Coupe de la Ligue remplace le Coupe de France Yves du Manoir dont la dernière édition a eu lieu la saison précédente, remportée par le Biarritz olympique contre le CA Brive.
Le format de la compétition prévoit quatre poules mêlant équipes de première et deuxième divisions en fonction de la situation géographique des clubs. Toutes les équipes ne s'affrontent pas cependant dans chaque poule, qui ne donnent lieu qu'à six journées. Les deux premiers de chaque poule se qualifient pour les phases finales. Un système de bonus offensif est introduit.
La compétition se déroulant pendant les trêves internationales et ne donnant pas droit à une qualification en Heineken Cup, elle est surtout l’occasion de faire évoluer des joueurs en manque de temps de jeu.
Le BO entame la compétition sur la pelouse de l'US Tyrosse, pensionnaire de deuxième division, et s'impose difficilement 23 à 10. La semaine suivante, il retrouve son rival bayonnais, également en deuxième division, pour la première fois depuis 1995 : avec quatre essais inscrits, les rouges et blancs s'imposent confortablement 28 à 13. Pour la dernière journée de la phase aller, le BO perd pour la première fois à Pau dans un match spectaculaire (41 à 26). 
Une semaine après le quart de finale de Coupe d’Europe, le BO relance des joueurs au faible temps de jeu contre Tyrosse pour une large victoire 43 à 8. A Bayonne, une équipe composée de nombreux Espoirs est battue 27 à 22, scellant le sort du club dans la compétition malgré une dernière victoire contre la Section paloise 39 à 14. 
Classement
| Équipe             | Pts | J | V | N | D |
| ------------------ | --- | - | - | - | - |
| FC Auch            | 22  | 6 | 5 | 0 | 1 |
| Section paloise    | 21  | 6 | 3 | 1 | 2 |
| Stade montois      | 20  | 6 | 4 | 1 | 1 |
| Biarritz olympique | 20  | 6 | 4 | 0 | 2 |
| US Dax             | 15  | 6 | 3 | 1 | 2 |
| Aviron bayonnais   | 10  | 6 | 2 | 0 | 4 |
| US Tyrosse         | 5   | 6 | 1 | 0 | 5 |
| Lannemezan-Tarbes  | 0   | 6 | 0 | 0 | 6 |

## Joueurs et encadrement technique

### Encadrement technique
Patrice Lagisquet (arrières) et Laurent Rodriguez (avants) entraînent l'équipe. Ils sont assistés des préparateurs physiques Olivier Rieg, Isabelle Patron et Jean-Michel Kaempf.

### Effectif professionnel
Au lancement de la saison 2000-2001, le Biarritz olympique totalise un nombre de 49 joueurs sous contrat professionnel ou espoir. 37 d'entre eux étaient présents dans le groupe lors de la saison précédente.
Treize des joueurs de l'effectif sont issus des filières de formation biarrotes (Olivier Nauroy, Philippe Bidabé, Michel Irazoqui, Laurent Diaz, Nicolas Nieucel, Bruno Sallaberry, Xabi Comets, Lionel Frison, Nicolas Drogon, Lionel Diribarne, Steeve Sargos, Younès Derraz, Sébastien Bonetti). 
Le capitaine désigné à l'intersaison demeure Jean-Michel Gonzalez, comme la saison précédente. Au cours de la saison, il est suppléé par Jean-Philippe Versailles, Thomas Lièvremont, Serge Betsen, Laurent Mazas, Scott Keith et Beñat Daguerre.
| Nom                      | Poste                  | Date de naissance | Nationalité sportive | Sélections (PM) | Club précédent     | Arrivée au club | Formé au club |
| ------------------------ | ---------------------- | ----------------- | -------------------- | --------------- | ------------------ | --------------- | ------------- |
| Denis Avril              | Pilier                 | 31 octobre 1972   | France               | -               | Stade niortais     | 1996            | -             |
| Xabi Comets              | Pilier                 | 3 avril 1979      | France               | -               | -                  | -               | oui           |
| Christophe Dabadie       | Pilier                 | 22 avril 1970     | France               | -               | Stade rochelais    | 2000            | -             |
| Michel Irazoqui          | Pilier                 | 27 février 1970   | France               | -               | -                  | -               | oui           |
| Maurice Fitzgerald       | Pilier                 | 14 février 1976   | Angleterre           | -               | Richmond FC        | 1999            | -             |
| Emmanuel Ménieu          | Pilier                 | 23 juillet 1969   | France               | -               | AS Montferrand     | 2000            | -             |
| Sotele Puleoto           | Pilier                 | 30 octobre 1967   | France               | -               | CA Brive           | 1996            | -             |
| Patrick Sallaberry       | Pilier                 | 20 juin 1977      | France               | -               | Anglet ORC         | 1999            | -             |
| Vincent Chamboulive      | Talonneur              | 4 mai 1972        | France               | -               | CA Périgueux       | 2000            | -             |
| Nicolas Drogon           | Talonneur              | 8 mars 1978       | France               | -               | -                  | -               | oui           |
| Jean-Michel Gonzalez     | Talonneur              | 10 octobre 1967   | France               | 35 (5)          | Section paloise    | 1998            | -             |
| Mickaël Lefèvre          | Deuxième ligne         | 5 février 1977    | France               | -               | Stade français     | 1997            | -             |
| Legi Matiu               | Deuxième ligne         | 17 janvier 1969   | France               | 2 (0)           | RC Toulon          | 1996            | -             |
| Olivier Nauroy           | Deuxième ligne         | 14 juillet 1975   | France               | -               | -                  | -               | oui           |
| Samuel Nouchi            | Deuxième ligne         | 1er avril 1975    | France               | -               | RC Toulon          | 2000            | -             |
| Olivier Roumat           | Deuxième ligne         | 16 juin 1966      | France               | 62 (20)         | Stade Français     | 1998            | -             |
| Jean-Philippe Versailles | Deuxième ligne         | 10 mars 1969      | France               | -               | AS Montferrand     | 1997            | -             |
| Serge Betsen             | Troisième ligne aile   | 25 mars 1974      | France               | 3 (0)           | CS Clichy          | 1992            | -             |
| Didier Chouchan          | Troisième ligne aile   | 19 mars 1977      | France               | -               | RC Nîmes           | 2000            | -             |
| Lionel Diribarne         | Troisième ligne aile   |                   | France               | -               | US Bardos          | -               | oui           |
| Serge Gestas             | Troisième ligne aile   | 13 avril 1979     | France               | -               | Peyrehorade Sports | 2000            | -             |
| Scott Keith              | Troisième ligne centre | 20 août 1967      | Nouvelle-Zélande     | ? (?)           | Stade français     | 1999            | -             |
| Marc Lièvremont          | Troisième ligne aile   | 28 octobre 1968   | France               | 25 (25)         | Stade français     | 2000            | -             |
| Thomas Lièvremont        | Troisième ligne centre | 6 novembre 1973   | France               | 21 (10)         | USA Perpignan      | 2000            | -             |
| Christophe Milhères      | Troisième ligne aile   | 3 janvier 1972    | France               | -               | US Dax             | 1996            | -             |
| Nicolas Nieucel          | Troisième ligne aile   | 23 octobre 1977   | France               | -               | -                  | -               | oui           |
| Bruno Sallaberry         | Troisième ligne aile   | 5 avril 1979      | France               | -               | -                  | -               | oui           |
| Sébastien Bonnet         | Demi de mêlée          | 2 novembre 1974   | France               | -               | Stade aurillacois  | 2000            | -             |
| Eric Darritchon          | Demi de mêlée          | 6 avril 1972      | France               | -               | Aviron bayonnais   | 1997            | -             |
| Lionel Frison            | Demi de mêlée          | 29 mai 1979       | France               | -               | -                  | -               | oui           |
| Nicolas Morlaes          | Demi de mêlée          | 3 octobre 1978    | France               | -               | Castres olympique  | 1999            | -             |
| Frano Botica             | Demi d'ouverture       | 3 août 1963       | France               | 7 (6)           | Castres olympique  | 1999            | -             |
| Laurent Mazas            | Demi d'ouverture       | 19 décembre 1970  | France               | 2 (0)           | US Colomiers       | 1996            | -             |
| Julien Peyrelongue       | Demi d'ouverture       | 2 avril 1981      | France               | -               | Peyrehorade Sports | 2000            | -             |
| Christian Cœurveillé     | Centre                 | 26 mars 1968      | France               | 2 (0)           | SU Agen            | 1993            | -             |
| Nicolas Couttet          | Centre                 | 30 janvier 1975   | France               | -               | Saint-Estève XIII  | 1999            | -             |
| Beñat Daguerre           | Centre                 | 19 février 1970   | France               | -               | Saint-Jean-de-Luz  | 1990            | -             |
| Dominique Gueraçague     | Centre                 | 22 avril 1971     | France               |                 | Peyrehorade Sports | 1991            | -             |
| John Isaac               | Centre                 | 11 mars 1972      | Australie            | -               | Eastern Suburbs    | 2000            | -             |
| Vlado Ursic              | Centre                 | 8 janvier 1975    | Croatie              | ? ( ?)          | RK Nada (en)       | 2000            | -             |
| Bixente Artola           | Ailier                 | 29 septembre 1978 | France               | -               | Stade hendayais    | 1998            | -             |
| Philippe Bernat-Salles   | Ailier                 | 17 février 1970   | France               | 34 (100)        | Section paloise    | 1998            | -             |
| Philippe Bidabé          | Ailier                 | 13 janvier 1978   | France               | -               | -                  | -               | oui           |
| Younès Derraz            | Ailier                 | 23 décembre 1979  | France               | -               | -                  | -               | oui           |
| Cédric Dufau             | Ailier                 | 31 août 1976      | France               | -               | US Tyrosse         | 1998            | -             |
| Steeve Sargos            | Ailier                 | 23 décembre 1979  | France               | -               | -                  | -               | oui           |
| Sébastien Bonetti        | Arrière                | 22 septembre 1977 | France               | -               | US Marmande        | 1995            | oui           |
| Laurent Diaz             | Arrière                | 8 novembre 1980   | France               | -               | -                  | -               | oui           |
| Glen Osborne             | Arrière                | 7 août 1976       | Nouvelle-Zélande     | 19 (55)         | Hurricanes         | 1999            | -             |

### Statistiques individuelles
Le joueur le plus utilisé de l'effectif en championnat est l'ailier Philippe Bidabé, qui participe à 21 rencontres (toutes en tant que titulaire), totalisant 1 686 minutes sur le terrain. Toutes compétitions confondues, les cinq joueurs les plus utilisés sont  Jean-Michel Gonzalez (2 235 minutes), Sébastien Bonetti (2 116 minutes), Philippe Bidabé (2 100 minutes), Emmanuel Ménieu (2 029 minutes) et Nicolas Couttet (1 996 minutes).
L'ouvreur Frano Botica est le meilleur réalisateur du club en championnat avec 270 points à son actif (dont trois essais, soit 255 points au pied), devant Laurent Mazas (137 points dont 132 points au pied). Toutes compétitions confondues, il inscrit 398 points dont 383 points au pied. 
Philippe Bernat-Salles, avec 9 essais inscrits, termine meilleur marqueur du club en championnat devant Nicolas Couttet, Serge Betsen, Philippe Bidabé et Thomas Lièvremont (6 essais). Toutes compétitions confondues, Bernat-Salles a inscrit 11 essais, suivi de Serge Betsen et Christophe Milhères (8), Sébastien Bonetti, Nicolas Couttet et Thomas Lièvremont (7).

### Joueurs en sélection nationale
Cinq joueurs biarrots sont sélectionnés en équipe nationale pendant la saison 2000-2001 :
- Philippe Bernat-Salles est appelé en remplacement de Thomas Castaignède pour la tournée d'automne. Il entre en jeu lors du premier test contre la Nouvelle-Zélande, inscrivant un essai en fin de match[13] et est titulaire pour la victoire dans le deuxième test. Pour l'ouverture du Tournoi des VI Nations, il inscrit le seul essai de la victoire française contre l'Ecosse[14]. Il inscrit une réalisation lors de chaque rencontre de la compétition, réalisant un Grand Chelem des essais.
- Serge Betsen est sélectionné pour la tournée d'automne et dispute les trois rencontres (deux tests face à la Nouvelle-Zélande et un troisième contre l'Australie). Il dispute ensuite quatre rencontres du Tournoi des VI Nations, avant d'être rétrogradé en France A pour le dernier match contre l'Angleterre.
- Sébastien Bonetti connaît sa première sélection durant le Tournoi des VI Nations en Italie (il inscrit un essai). Il est également titulaire et inscrit un essai durant la défaite contre le Pays de Galles. Il participe à la tournée d'été en Nouvelle-Zélande.
- Thomas Lièvremont retrouve le XV de France à l'occasion de la dernière journée du Tournoi des VI Nations en Angleterre (il entre en cours de jeu). Sélectionné pour la tournée d'été, il est contraint de déclarer forfait sur blessure.
- Christophe Milhères connaît sa première sélection à Twickenham pour la dernière journée du Tournoi des VI Nations.

Cinq joueurs participent à la tournée d'automne (match contre le Japon) et au Tournoi des VI Nations avec l’Équipe de France A : Denis Avril (Angleterre), Philippe Bidabé (Italie, Pays de Galles, Angleterre), Sébastien Bonetti (Japon, Irlande), Nicolas Couttet (Écosse, Angleterre), Christophe Milhères (Japon, Écosse, Irlande, Italie, Pays de Galles), Nicolas Morlaes (Angleterre), Samuel Nouchi (Japon, Écosse, Irlande, Italie, Pays de Galles, Angleterre)
Julien Peyrelongue dispute la totalité des rencontres du Tournoi des VI Nations avec l’Équipe de France des -21 ans, puis est sélectionné pour le Mondial des -21 ans. Il participe également à un match entre des sélections de France Ouest contre l'Angleterre Sud-Ouest.
Trois joueurs sont sélectionnés avec l’Équipe de France universitaire : Philippe Bidabé (Nouvelle-Zélande A, Écosse), Sébastien Bonetti (Nouvelle-Zélande A) et Mickaël Lefèvre (Écosse).
Quatre joueurs défendent les couleurs des Barbarians français pour la rencontre contre la Nouvelle-Zélande A durant la tournée d'automne : Philippe Bernat-Salles, Jean-Michel Gonzalez et Thomas et Marc Lièvremont.

## Aspects juridiques et économiques

### Structure juridique et organigramme
| Direction | Administratif | Sportif |
| --- | --- | --- |
| - Président : Marcel Martin - Président de l'association omnisports : Roland Héguy - Président de la section amateur : Peio Claverie - Vice-présidents : Michel Bonnemaison, Michel Labruquère - Membres du bureau : Serge Blanco, Bernard Forestier | - Secrétaire général : Bernard Lejeune - Responsable partenariat : Georges Salle - Responsable communication : Louis Vialle - Trésorier : Henri Salle | - Entraîneurs : Patrice Lagisquet et Laurent Rodriguez - Manager : Georges Darrieumerlou - Coordinateur technique : Maurice Lesgourgues - Préparateurs physiques : Jean-Michel Kaempf, Olivier Rieg - Médecin : Jean-Louis Rebeyrolle - Intendance : Jean-Baptiste Arla, Jean Barbertéguy, Bernard Laborde |

### Tenues, équipementiers et sponsors
Le Biarritz olympique est équipé par la marque Serge Blanco.
L'équipe évolue avec trois jeux de maillots identiques à ceux de la saison précédente :
- Un maillot rouge sur la partie supérieure et blanc sur la partie inférieure. Le short et les chaussettes sont uniformément rouges. Cette tenue est portée à 23 reprises.
- Un maillot blanc avec la manche droite verte et la manche gauche rouge. Le short et les chaussettes sont uniformément blancs. Cette tenue est portée à 7 reprises.
- Un maillot noir avec la manche droite blanche et la manche gauche rouge. Le short et les chaussetes sont uniformément noires. Cette tenue est portée à 5 reprises.

L’unique sponsor apparaissant sur le maillot est Cap Gémini, entreprise présidée par Serge Kampf.

## Affluence au stade
En Top 16, 57 000 entrées ayant été enregistrées pour les 10 rencontres de championnat du Biarritz olympique au Parc des Sports d'Aguiléra, l'affluence moyenne du club à domicile est de 5 700 spectateurs, soit un taux de remplissage de 48 %.
En Heineken Cup, 15 500 entrées ont été enregistrées en trois rencontres, soit une moyenne de 5 200 spectateurs.
En Coupe de la Ligue, 6 300 entrées ont été enregistrées en trois rencontres, soit une moyenne de 2 100 spectateurs.
Le record d'affluence de la saison à domicile est réalisé lors des deux derniers matchs de la première phase de championnat contre le Stade toulousain et l’US Dax avec 10 000 spectateurs environ.
Au début de la saison 2000-2001, le Biarritz olympique dénombre 1 600 abonnés.
Affluence à domicile (Parc des sports d’Aguiléra)

## Extra-sportif

### Stade
La réfection du stade est un objectif affiché des dirigeants du club, qui négocient avec la Ville de Biarritz le financement de travaux. En juin 2001, un accord est trouvé pour entamer les premières tranches de rénovation la saison suivante.

### Partenariats
En mai 2001, une Assemblée générale extraordinaire entérine la prise de participation de 49 % des actions du club par Serge Kampf. Cette arrivée se traduit par une augmentation du capital et l'apport de 6,09 millions d'euros sur quatre ans.